# The Ring (película)
The Ring (titulada: La señal en España, El aro en Hispanoamérica y La llamada en Argentina) es una película estadounidense de terror psicológico sobrenatural, estrenada en 2002, dirigida por Gore Verbinski a partir de un guion de Ehren Kruger y protagonizada por Naomi Watts, Martin Henderson, Brian Cox, David Dorfman y Daveigh Chase. Se trata de un remake occidentalizado de la película de terror japonesa de 1998, Ringu de Hideo Nakata, que a su vez se basó en la novela del mismo nombre de Kōji Suzuki (que también ayudó a coescribir las dos versiones de la película). La trama de la película se centra en Rachel Keller, una periodista que debe encontrar una manera de escapar de la muerte después de ver una cinta maldita que aparentemente mata al espectador siete días después de verla.
The Ring se estrenó en cines el 18 de octubre de 2002 y recibió críticas en su mayoría positivas; los críticos elogiaron la atmósfera y las imágenes, la cinematografía de Bojan Bazelli, la dirección de Verbinski y la actuación de Watts. La película se convirtió en un éxito de taquilla. Recaudó más de $249 millones en todo el mundo con un presupuesto de producción de $48 millones, lo que la convierte en uno de los remakes de terror más taquilleros.

## Argumento
Todo comienza con dos chicas adolescentes; Katie Embry (Amber Tamblyn) y Becca Kotler (Rachael Bella). Mientras permanecen a solas en la casa de Katie, hablan de una cinta de vídeo supuestamente maldita. Katie revela que siete días antes ella fue con amigos a una cabaña de la Posada del Monte Shelter y vieron el vídeo. Las jóvenes se ríen, pero tras una serie de acontecimientos extraños en los minutos siguientes, Katie muere misteriosa y horriblemente; debido al trauma internan a Becca en un hospital psiquiátrico.
El primo de 8 años de Katie, Aidan Keller (David Dorfman) queda afectado por su muerte. Después del funeral de Katie, Ruth Embry (Lindsay Frost) le pregunta a su hermana Rachel Keller (Naomi Watts) la madre de Aidan y periodista si puede investigar la muerte de Katie, lo que la conduce a la cabaña donde Katie vio el vídeo el cual Rachel encuentra y ve. De pronto, recibe una llamada telefónica, donde oye la voz de una niña que le dice "siete días", asustando a Rachel. Al día siguiente, Rachel llama a Noah (Martin Henderson) el padre de Aidan, mostrándole el vídeo y pide su ayuda conociendo sus habilidades con los medios de comunicación. Él le pide hacer una copia para investigar, ella lo hace pero más tarde se lo lleva a su casa otra vez. Unos días más tarde su hijo Aidan ve el vídeo de manera accidental, aumentando el terror de Rachel.
Tras haber visto el vídeo, Rachel comienza a experimentar pesadillas, sangra por la nariz y vive situaciones irreales. Cada vez más deseosa de descubrir el origen de la cinta, investiga las imágenes de una mujer que aparece en ella. Usando un laboratorio de vídeo descubre imágenes fuera de la pantalla que más tarde le ayudan a descubrir que es un faro de la Isla Moesko. También descubre que la cinta no fue siquiera creada con un equipo electrónico.
La mujer resulta ser Anna Morgan (Shannon Cochran), que vivió en la isla Moesko con su marido Richard Morgan (Brian Cox). Rachel descubre que después de adoptar a una niña la tragedia aconteció en el rancho de los Morgan. Los caballos que criaban se volvieron locos y se suicidaron, provocando en Anna una gran depresión, con su posterior suicidio. Rachel va a la casa de los Morgan, donde se encuentra a Richard y decide entrevistarlo, pero este niega todo acerca del vídeo y de su hija, y echa a Rachel del lugar. Tras la negativa de Richard a ser entrevistado Rachel decide visitar a la doctora Grasnik (Jane Alexander) médica de cabecera de Anna. Ella le dice que Anna no podía tener hijos y que decidió adoptar a una niña llamada Samara (Daveigh Chase). La doctora le dice a Rachel que Anna pronto se quejó de visiones espantosas que solo ocurrían cuando Samara estaba presente por lo que decidió que ambas fueran enviadas a una clínica psiquiátrica.
Mientras Rachel investiga en la isla Moesko, Noah lo hace en el hospital psiquiátrico dónde encuentra el archivo de Anna y descubre que había un vídeo de Samara, pero el vídeo no está. Mientras tanto, Rachel regresa a la casa de los Morgan donde encuentra el vídeo perdido y lo ve. Richard le dice que Samara era mala y aprovecha la presencia de Rachel para suicidarse electrocutándose en la bañera, haciendo que ella deje la casa del espanto. Cuando Noah llega ambos van al granero de los Morgan y descubren el ático donde Samara estuvo encerrada. Detrás del papel tapiz que cubría la pared encuentran una imagen de un árbol visto en la cinta, que crece cerca de la posada del Monte Shelter. 
En la posada descubren un pozo bajo el suelo, en el que Rachel encuentra el cuerpo de Samara. Esta experimenta una visión de cómo Anna Morgan la ahogó con una bolsa y la lanzó en él descubriendo que el aro que aparecía al inicio de la cinta era el borde del mismo pozo. Rachel ve el cadáver cómo si fuera reciente pero luego descubre que está sosteniendo un cadáver en descomposición. La policía llega y entierra el cadáver de Samara.
Al regresar a casa Rachel le cuenta a Aidan que ha dejado libre de su encierro a Samara. Sin embargo, Aidan se alarma alegando que Samara "nunca duerme". En el apartamento de Noah, la TV se enciende, revelando una imagen en la cual Samara sale del pozo y avanza hacia donde está él. Noah se queda perplejo mirando la TV ignorando a Rachel que lo llamaba por teléfono. Samara sale de la TV, expone su cara verdadera y lo mira fijamente, matándolo de miedo. Rachel llega al apartamento de Noah y ve con horror su rostro descompuesto, tal como el de Katie.
Al volver a su apartamento, Rachel destruye y quema la cinta original. Preguntando por qué ella no había muerto como los demás, ella recuerda que había hecho una copia, y descubre que el único modo de escaparse y salvar a Aidan es copiar la cinta y mostrarle la copia a alguien más, siguiendo el ciclo.

## Reparto
| Personaje              | Actor original          | Actor de doblaje        | Actor de doblaje      |
| ---------------------- | ----------------------- | ----------------------- | --------------------- |
| Rachel Keller          | Naomi Watts             | Circe Luna              | Marta Sáinz           |
| Aidan Keller           | David Dorfman           | Abraham Vega            | Raúl Rojo             |
| Noah Clay              | Martin Henderson        | Luis Daniel Ramírez     | Iván Muelas           |
| Samara Morgan          | Daveigh Chase           | Gaby Ugarte             | Ana Esther Alborg     |
| Katie Embry            | Amber Tamblyn           | Cristina Hernández      | Mar Bordallo          |
| Ruth Embry             | Lindsay Frost           | María Fernanda Morales  | Ana Olivares          |
| Dave Embry             | Michael Spound          | Arturo Mercado          | ???                   |
| Richard Morgan         | Brian Cox               | Arturo Casanova         | Mario Martín          |
| Anna Morgan            | Shannon Cochran         | Ángela Villanueva       | Mayte Torres          |
| Doctora Grasnik        | Jane Alexander          | Nancy MacKenzie         | María Luisa Rubio     |
| Darby Grasnik          | Billy Lloyd             | Alan Fernando Velázquez | ???                   |
| Beth                   | Pauley Perrette         | Maggie Vera             | Ana Jiménez           |
| Donna                  | Stephanie Erb           | Catalina Múzquiz        | ???                   |
| Becca Kotler           | Rachael Bella           | Irene Jiménez           | Adelaida López        |
| Maestra de Aidan       | Sandra Thigpen          | Cristina Camargo        | Pepa Castro           |
| Chico en funeral       | Adam Brody              | José Arenas             | José Manuel Rodríguez |
| Chica #1 en funeral    | Sasha Barrese           | Mariana Ortiz           | ???                   |
| Chica #2 en funeral    | Tess Hall               | Teresa Ibarrola         | ???                   |
| Cajera en tienda       | Joanna Lin Black        | Teresa Ibarrola         | ???                   |
| Alquilador de cabañas  | Richard Lineback        | Raúl de la Fuente       | José Luis Angulo      |
| Harvey                 | Alan Blumenfeld         | Esteban Siller          | Rafael Azcárraga      |
| Niñera                 | Sara Rue                | Diana Santos            | Rosa Vivas            |
| Estudiante de posgrado | Lindsey Stoddart        | Diana Santos            | ???                   |
| Ordenador en hospital  | Joe Sabatino            | José Arenas             | Chema Rolland         |
| Encargado de vídeos    | Ronald William Lawrence | Sergio Castillo         | ???                   |
| Cal                    | Art Frankel             | Jesse Conde             | Alfredo Martínez      |
| Niña en el ferry       | Maura McNamara          | María Fernanda Morales  | ???                   |
| Enfermera en manicomio | Aixa Clemente           | Ángela Villanueva       | Mercedes Espinosa     |
| Dr. Scott              | Joe Chrest              | ???                     | Luis Bajo             |
| Insertos               | N/A                     | Francisco Colmenero     | N/A                   |

## Recepción
Para anunciar The Ring, se formaron muchos sitios web promocionales con los personajes y lugares de la película. El video de la cinta de video maldita fue incluso reproducido en la programación de la noche durante el verano de 2002, sin ninguna referencia a la película. La película fue un éxito financiero; la taquilla bruta aumentó de hecho desde su primer fin de semana a su segundo, ya que el éxito inicial llevó a DreamWorks a rodar la película en 700 salas de cine adicionales. The Ring ganó USD 8,3 millones en sus dos primeras semanas en Japón, en comparación con la taquilla bruta total de USD 6,6 millones de The Ring. El éxito de The Ring abrió el camino para los remakes estadounidenses de varias otras películas de terror japonesas, incluyendo The Grudge y Dark Water. Una secuela, The Ring Two, se estrenó en los cines norteamericanos el 18 de marzo de 2005 . Fue dirigida por Hideo Nakata, director de Ringu. Además de un cortometraje llamado Rings que apareció como un extra en los DVD/Blu-ray de The Ring Two siendo una precuela de éste. El  3 de febrero de 2017 se estrenó Rings, tercera entrega de dicha la saga de terror, dirigida por Francisco Javier Gutiérrez.
The Ring fue recibido con críticas generalmente positivas de los críticos de cine, recibiendo el 71% de favorables de 180 revisiones en Rotten Tomatoes, y una puntuación de Metacritic de 57/100 (mixta o promedio) de 36 comentarios. En el programa de televisión Ebert & Roeper, Richard Roeper le dio a la película "Thumbs Up" (pulgar hacia arriba) y dijo que era muy apasionante y aterradora a pesar de algunas preguntas sin respuesta menores. Roger Ebert le dio a la película "Thumbs Down" (pulgar hacia abajo) y sintió que era aburrida y "en el límite ridícula"; también no le gustó el extendido, detallado final. Jeremy Conrad de IGN elogió la película por su conjunto de la atmósfera y la cinematografía, y dijo que “hay 'imágenes perturbadoras'… pero la película en realidad no confía en sangre derramada para entregar los sustos… The Ring se basa en la atmósfera y la historia para entregar los saltos, no alguien que se escindió en dos por una puerta de cristal (referencia a una escena de 13 fantasmas)”. Jim Agnew de Film Threat la llamó “oscura, inquietante y original a lo largo. Usted sabe que va a ver algo un poco diferente que su basura de estudio habitual”. Verbinski fue elogiado por revelar poco a poco la trama, mientras mantiene a la audiencia interesada, “los giros siguen llegando, y Verbinski muestra un regalo afinado para la calibración y la manipulación de las expectativas del espectador”.
A pesar de los elogios a la dirección de Verbinski, los críticos arremetieron los personajes como débiles. Jonathan Rosenbaum de Chicago Reader dijo que la película era “una absoluta pérdida de Watts… tal vez porque el guion no se molestó en darle un carácter”, mientras que otros críticos como William Arnold de Seattle Post-Intelligencer dijo lo contrario: “que proyecta la inteligencia, la determinación y el ingenio que llevan la película muy bien”. Muchos críticos consideran el carácter de Dorfman como el de "creepy-child (niño espeluznante)" del “cliché de The Sixth Sense”. Una gran cantidad de críticos, como Rene Rodríguez de The Miami Herald y Claudia Puig de USA Today, se vieron confundidos y pensaron que para el final de la película, “[la trama] todavía no tiene mucho sentido”.
La película fue número 20 en la lista de The 100 Scariest Movie Moments del canal de cable Bravo. Bloody Disgusting clasificó la película como sexta en su lista de los 'Top 20 Horror Films of the Decade', con el artículo diciendo "The Ring no solo fue el primer remake estadounidense de una película de “J-Horror” fuera de la puerta; también se mantiene como el mejor".

## Premios
| Año  | Premio             | Categoría                | Nominación    | Resultados |
| ---- | ------------------ | ------------------------ | ------------- | ---------- |
| 2002 | Premios Saturn     | Mejor película de terror | The Ring      | Ganadora   |
| 2002 | Premios Saturn     | Mejor actriz             | Naomi Watts   | Ganadora   |
| 2003 | MTV Movie Awards   | Mejor película           | The Ring      | Nominada   |
| 2003 | MTV Movie Awards   | Mejor villano            | Daveigh Chase | Ganadora   |
| 2003 | Teen Choice Awards | Mejor película de terror | The Ring      | Ganadora   |